# 派屈克·豪利
派屈克·豪利（英語：Patrick Howley，1989年—）是一名美國記者。現為《國家檔案》記者。

## 生平
曾擔任《美國旁觀者》雜誌的助理編輯。
2012年美國總統選舉期間，他在《華盛頓自由燈塔》擔任調查記者。後在《每日來電》當過三年的記者。
2015年，加入布萊巴特新聞網擔任記者。在2016年總統選舉期間專門追蹤報導希拉蕊·柯林頓競選團隊，撰寫了數千篇有關選舉的報導。當時他報導了不少關於希拉蕊的負面新聞，如希拉蕊病情比公眾認知的更加嚴重、其女兒雀兒喜搭乘私人飛機參加清潔能源會議等。由他撰寫的獨家報導《希拉蕊收到秘密報告，歐巴馬政府「支持」ISIS》受到包括共和黨總統候選人唐納·川普在內的數萬人分享轉發。
2016年3月，豪利因公開質疑其同事蜜雪兒·菲爾茲對川普競選團隊主任科瑞·李萬杜斯基的指控，而一度遭布萊巴特新聞網停職四天。
2016年11月，離開布萊巴特新聞網。在2017年，他與其他人共同成立了新聞網站《大聯盟政治》。
2019年2月，豪利在接受一位「關心此事的公民」提示後，在《大聯盟政治》上報導了據稱是維吉尼亞州州長拉爾夫·諾沙姆在醫學院學生年鑑上涉嫌種族歧視（將臉塗黑和穿戴三K黨服飾）的舊照。同時，他還報導了對維吉尼亞州副州長賈斯汀·費爾法克斯的性侵犯指控。
2019年，離開了《大聯盟政治》。成為《大紀元時報》的自由撰稿人。
現為《國家檔案》記者。2020年10月1日，他在《國家檔案》上報導了民主黨籍參議員候選人卡爾·康寧漢的婚外情醜聞。

## 外部連結
- 派屈克·豪利的X（前Twitter）